# Aït (Namenszusatz)
Aït (Zentralatlas-Tamazight ⴰⵢⵜ) ist ein bei Berbern häufiger Namenszusatz mit der Bedeutung  „Leute von“ und verweist auf die Abstammung von einem bestimmten männlichen Vorfahren. So verweist beispielsweise der Name Ait ʿAtta (eine der größten Amazigh (Berber)-Gruppen in Südmarokko) auf einen gleichnamigen, männlichen Vorfahren namens ʿAtta. Das arabische Äquivalent dazu ist بنو / Banū

## Namensträger
- Mririda n’Aït Attik (um 1900 - unbekannt), marokkanische Poetin
- Hocine Aït Ahmed (1926–2015), algerischer Politiker
- Youssef Aït Bennasser (* 1996), marokkanisch-französischer Fußballspieler
- Hamit Aït Bighrade (* 1976), marokkanischer Boxer
- Hatim Aït Oulghazi (* 2006), katarischer Leichtathlet marokkanischer Herkunft
- Hicham Aït Aha (* 1980), marokkanischer Kugelstoßer
- Kamel Aït Daoud (* 1985), algerischer Ruderer
- Miloud Aït Hammi (* 1978), marokkanischer Boxer
- Amina Aït Hammou (* 1978), marokkanische Leichtathletin
- Seltana Aït Hammou (* 1980), marokkanische Leichtathletin
- Makhlouf Aït Hocine (* 1966), algerischer Handballspieler
- Fadhma Aït Mansour (1882–1967), algerische Sängerin
- Ahmed Aït Moulay (* 1964), marokkanischer Skirennläufer
- Rayan Aït-Nouri (* 2001), französischer Fußballspieler
- Yacine Aït-Sahalia, französischer Wirtschaftswissenschaftler
- Souad Aït Salem (* 1979), algerische Langstreckenläuferin
- Samir Aït Saïd (* 1989), französischer Kunstturner
- Brahim Aït Sibrahim (* 1967), marokkanischer Skirennläufer